# Zespół bez nazwy
Zespół bez nazwy (tytuł oryginalny: Оркестър без име) – bułgarska komedia muzyczna z roku 1982 w reżyserii Ljudmiła Kirkowa.

## Opis fabuły
Piątka przyjaciół wpada na pomysł założenia zespołu muzycznego i występów w jednym z nadmorskich ośrodków wypoczynkowych, co ma przynieść im sławę w całej Bułgarii. Dyrektor Domu Kultury obiecuje im dostarczyć potrzebny sprzęt, ale ma dwa warunki: zmianę repertuaru i wokalistki. W repertuarze mają znaleźć się pieśni patriotyczne, a miejsce dotychczasowej wokalistki Wanii ma zająć ulubienica dyrektora Reni, która jest atrakcyjna, ale nie potrafi śpiewać. Kiedy przybywają do nadmorskiego hotelu dowiadują się, że zostali oszukani i nawet nie mają gdzie spać. Aby zarobić na życie występują w małym barze przy plaży. Rozczarowanie światem dorosłych umacnia ich przyjaźń, która okazuje się ważniejsza niż sława.
Niektóre piosenki z filmu stały się przebojami w latach 80. w Bułgarii - jak Оставаме, śpiewana w filmie przez Margaritę Chranową i Нашият град w wykonaniu zespołu Tangra. Film realizowano w Ajtos, Słonecznym Brzegu i Sozopolu.

## W rolach głównych
- Wełko Kynew jako Wełko
- Filip Trifonow jako Filip
- Pawel Poppandow jako Pawel
- Georgi Mamalew jako Goszo
- Katerina Ewro jako Reni
- Maria Kawardżikowa jako Wania
- Dimitar Manczew jako Mitaszki
- Nikołaj Nikołajew jako Włoch
- Żiwka Penewa jako Pepi
- Georgi Rusew jako Petar
- Iwan Cwetarski jako Peszew
- Anton Radiczew jako mąż Pepi
- Iwan Janczew jako fotograf
- Zinka Drumewa jako telefonistka
- Lili Enewa
- Iwan Obretenow
- Stojan Stojczew